# Bunium balearicum
Bunium balearicum är en växtart i släktet Bunium och familjen flockblommiga växter.
Arten är endemisk på Balearerna. Den beskrevs av Frère Sennen och fick sitt nu gällande namn av Gonzalo Mateo & Silvia López Udias.